# Víktor Klimov
Viktor Klimov (Simferópol, 10 de diciembre de 1964) fue un ciclista soviético y, desde 1991, ucraniano, profesional entre 1989 y 1993, cuyo mayor éxito deportivo lo logró en la Vuelta a España, donde, en la edición de 1990, conseguiría liderar la clasificación general durante cinco días tras finalizar la primera etapa en la tercera plaza.
Como amateur logró, en 1985, con el equipo de la Unión Soviética, el campeonato del mundo en la prueba de 100 kilómetros contrarreloj por equipos.

## Palmarés
| 1985 - Campeón del mundo en contrarreloj por equipos 1987 - 2.º en el Campeonato del mundo en contrarreloj por equipos 1989 - 3º en el Campeonato del mundo en contrarreloj por equipos 1991 - Trofeo Joaquim Agostinho - Memorial Manuel Galera - 1 etapa en la París-Niza - 1 etapa en la Vuelta a Galicia |

## Equipos
- Alfa-Lum (1989-1990)
- Seur (1991-1992)
- Deportpublic (1993)